# Biometrika
Biometrika est une revue scientifique britannique de statistique théorique.

## Présentation
Biometrika a été créée en 1901 par Francis Galton, Karl Pearson et Walter Weldon afin de promouvoir la biométrie, l’analyse statistique de phénomènes biologiques. À partir des années 1930, Biometrika se transforme cependant en revue de statistique théorique et de méthodologie.

## Historique
- 1901: Création par Walter Weldon, Francis Galton et Karl Pearson, avec Weldon, Pearson et Charles Davenport comme rédacteurs[2].
- 1906: Karl Pearson est seul rédacteur en chef
- 1936: Egon Pearson succède à son père au poste de rédacteur en chef
- 1966: David R. Cox rédacteur en chef (jusqu’en 1991)